# Sheppardia montana
A Sheppardia montana a madarak (Aves) osztályának verébalakúak (Passeriformes) rendjéhez, ezen belül a légykapófélék (Muscicapidae) családjához tartozó faj.

## Rendszerezése
A fajt Anton Reichenow német ornitológus írta le 1907-ben, az Alethe nembe Alethe montana néven.

## Előfordulása
Afrika keleti részén, Tanzániában, az Usambara-hegység területén honos. Természetes élőhelyei a szubtrópusi és trópusi hegyi esőerdők. Állandó, nem vonuló faj.

## Megjelenése
Testhossza 14 centiméter, testtömege 15-26 gramm.

## Természetvédelmi helyzete
Az elterjedési területe kicsi, egyedszáma 2500-9999 példány közötti és csökken. A Természetvédelmi Világszövetség Vörös listáján veszélyeztetett fajként szerepel.